# Opera i Filharmonia Podlaska
Opera i Filharmonia Podlaska – Europejskie Centrum Sztuki im. Stanisława Moniuszki w Białymstoku – obecnie największa instytucja artystyczna na terenie północno-wschodniej Polski i najnowocześniejsze centrum kulturalne w tej części Europy.

## Lokalizacja
Gmach Opery i Filharmonii Podlaskiej znajduje się w centrum Białegostoku, przy ulicy Odeskiej 1.

## Statystyki
W ciągu 70 sezonów artystycznych - od 28 września 2012 roku do 27 czerwca 2025 roku w Operze i Filharmonii podlaskiej odbyło się 3836 różnorodnych wydarzeń artystycznych: koncertów, oper, operetek, musicali, audycji dla młodych melomanów i wernisaży. Liczba słuchaczy od otwarcia gmachu Opery 28 września 2012 roku do 31.05.2025 to 1.474.480. 

## Historia

### Początki

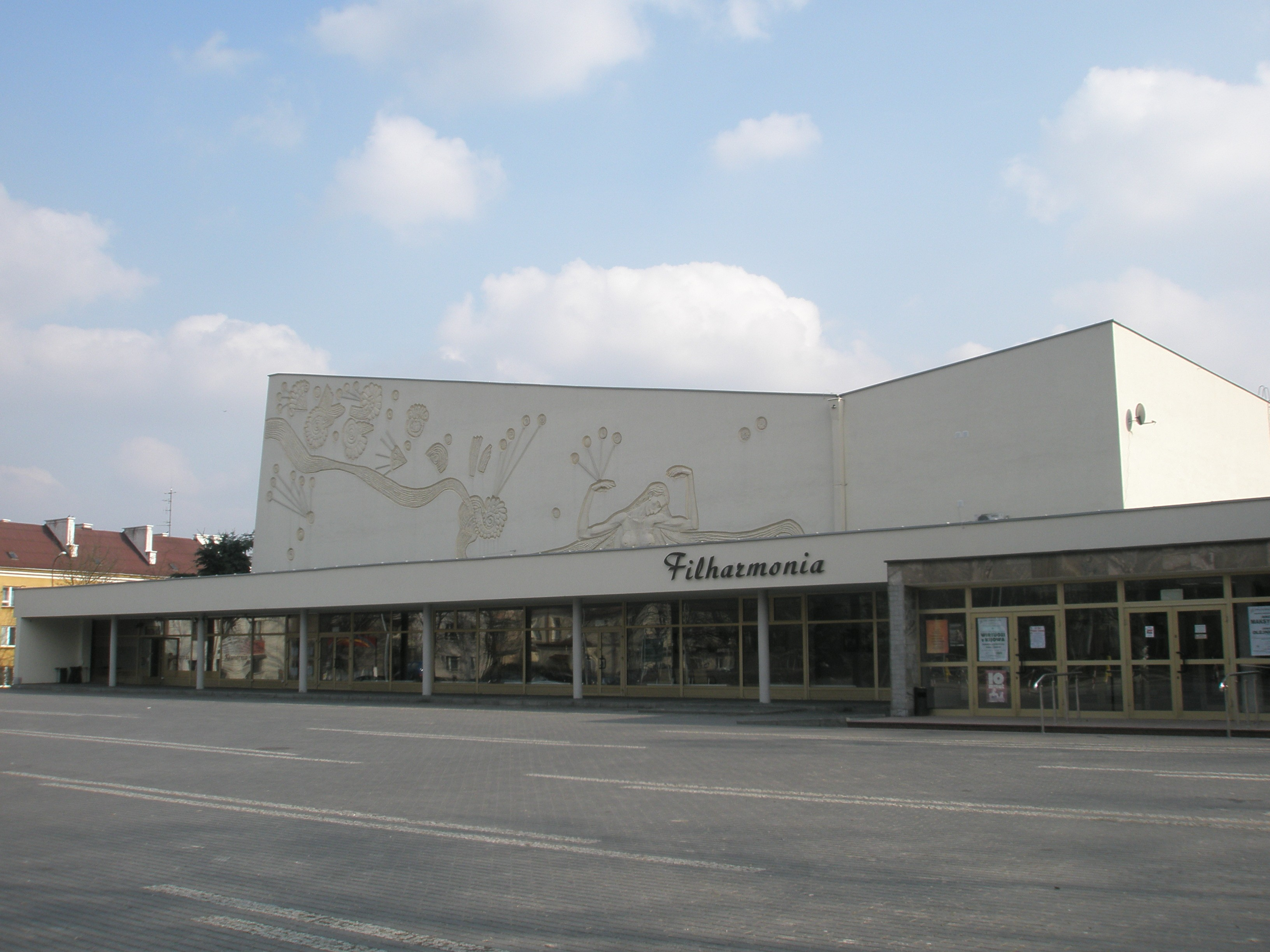
Sala koncertowa przy ul. Podleśnej 2, pierwsza siedziba instytucji

Początki Orkiestry Symfonicznej Opery i Filharmonii Podlaskiej sięgają 1954 roku, kiedy w Białymstoku została powołana Państwowa Orkiestra Symfoniczna. Muzycy Orkiestry nie mieli wówczas własnej siedziby – próby i koncerty odbywały się m.in. w Teatrze Dramatycznym im. Al. Węgierki czy Pałacyku Gościnnym w Białymstoku. Po dwudziestu latach działalności artystycznej Orkiestra otrzymała status filharmonii i przeniosła się do sali koncertowej przy ulicy Podleśnej.

### Opera i Filharmonia Podlaska – Europejskie Centrum Sztuki
Idea utworzenia w Białymstoku Centrum Muzyki i Sztuki zrodziła się w 2004 r. Inicjatywa ta zyskała poparcie władz Województwa Podlaskiego i już 9 lipca 2004 r. podpisany został list intencyjny w sprawie budowy Opery i Filharmonii Podlaskiej – Europejskiego Centrum Sztuki w Białymstoku. Sygnatariuszami porozumienia byli: Samorząd Województwa Podlaskiego reprezentowany przez Marszałka Województwa Podlaskiego Janusza Krzyżewskiego, Marka Strzalińskiego – Wojewodę Podlaskiego i Miasto Białystok reprezentowane przez Ryszarda Tura – Prezydenta Miasta Białegostoku. Na mocy tego porozumienia 25 października 2004 r. Sejmik Województwa Podlaskiego podjął uchwałę inicjującą budowę Opery i Filharmonii Podlaskiej – Europejskiego Centrum Sztuki w Białymstoku (uchwała w sprawie woli utworzenia Europejskiego Centrum Muzyki i Sztuki – Opera Podlaska).
Na początku 2005 roku, ogłoszony został międzynarodowy konkurs urbanistyczno-architektoniczny na opracowanie koncepcji budowy Opery i Filharmonii Podlaskiej – Europejskiego Centrum Sztuki w Białymstoku. Do konkurencji zgłoszono 14 prac, spośród których 29 kwietnia 2005 r. wybrano zwycięski projekt. Laureatem konkursu została pracownia prof. Marka Budzyńskiego z Warszawy, która ma na swoim koncie projekty Sądu Najwyższego i Biblioteki Uniwersytetu Warszawskiego.
27 czerwca 2005 r. Sejmik Województwa Podlaskiego podjął uchwałę w sprawie utworzenia Opery i Filharmonii Podlaskiej – Europejskie Centrum Sztuki w Białymstoku, a prof. Marek Budzyński podpisał umowę z samorządem woj. podlaskiego na opracowanie dokumentacji projektowej Opery i Filharmonii Podlaskiej.
W sierpniu 2005 roku, w związku z dynamicznym rozwojem artystyczno-organizacyjnym Instytucji oraz planowanym na 2011 rok otwarciem nowego gmachu, Filharmonia Białostocka zmieniła swoją nazwę na Opera i Filharmonia Podlaska. Z kolei 9 września 2005 roku, podczas uroczystej inauguracji sezonu artystycznego 2005/2006, Minister Kultury Waldemar Dąbrowski i Marszałek Województwa Podlaskiego Janusz Kazimierz Krzyżewski podpisali umowę o utworzeniu narodowej instytucji kultury – Opery i Filharmonii Podlaskiej – Europejskiego Centrum Sztuki w Białymstoku.

### Budowa nowego gmachu

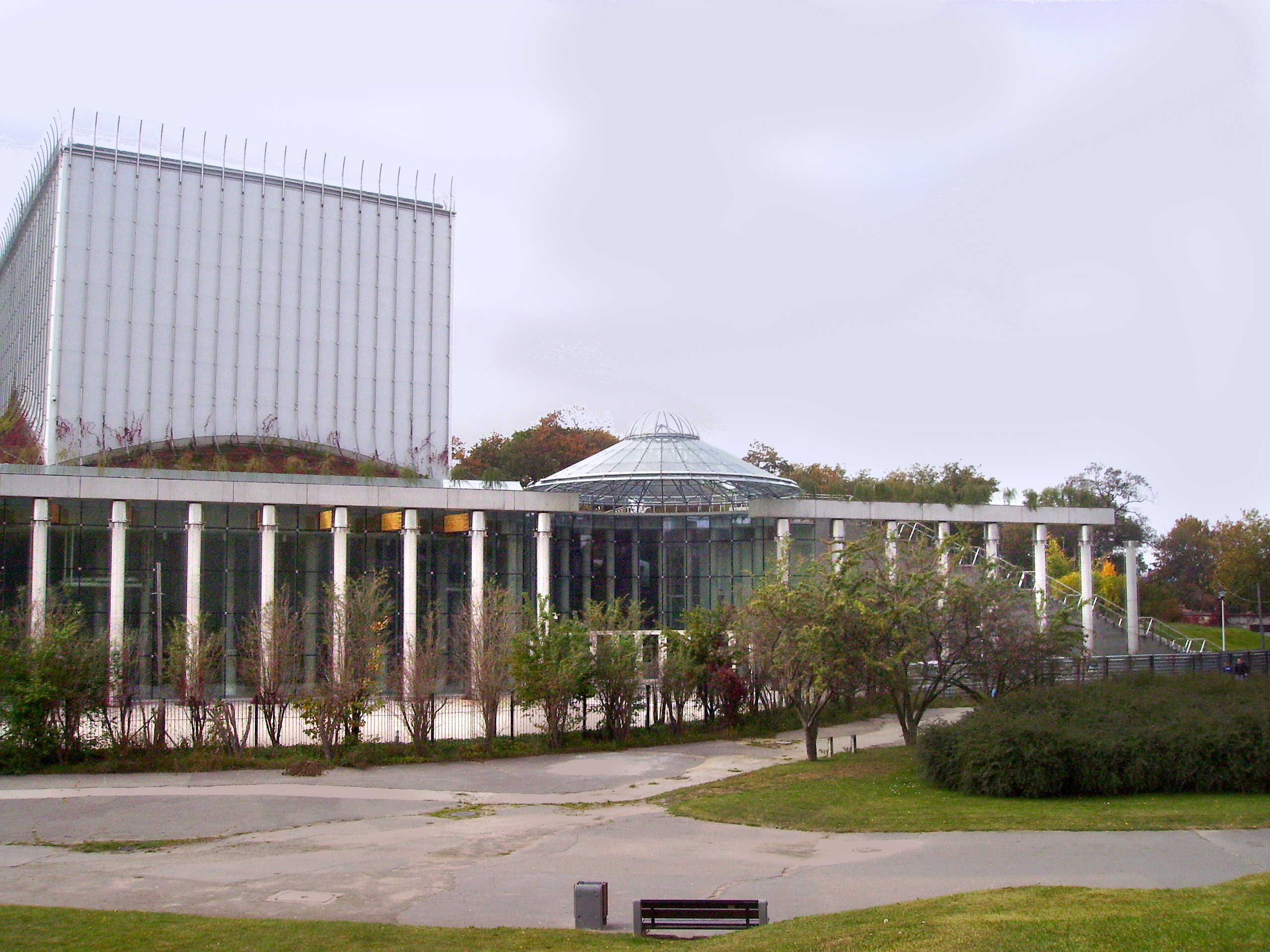
Gmach Opery i Filharmonii Podlaskiej

Wreszcie 30 grudnia 2005 r. wydane zostało pozwolenia na budowę gmachu Opery i Filharmonii Podlaskiej – Europejskiego Centrum Sztuki w Białymstoku. Ze względu na ograniczone środki finansowe podjęto decyzję o etapowym realizowaniu inwestycji. 13 lutego 2006 r. ogłoszono przetarg ograniczony na wyłonienie wykonawcy I etapu budowy „stan surowy otwarty”. 22 kwietnia 2006 r. wmurowano kamień węgielny pod budowę Opery i Filharmonii Podlaskiej – Europejskiego Centrum Sztuki w Białymstoku. Realizacja I etapu zakończona została w grudniu 2007 r.
W kolejnym roku, 14 października ogłoszono przetarg nieograniczony, na wykonawcę II etapu budowy Opery. W wyniku rozstrzygnięcia przetargu wyłoniono trzech wykonawców (odrębnie dla każdego zadania). Zawarcie umów z wybranymi wykonawcami nastąpiło 7 kwietnia 2009 r.
29 czerwca 2009 r. zawarta została pomiędzy Województwem Podlaskim i Ministrem Kultury i Dziedzictwa Narodowego umowa o dofinansowanie Projektu „Budowa Opery i Filharmonii Podlaskiej – Europejskie Centrum Sztuki w Białymstoku”.
Województwo Podlaskie uzyskało dofinansowanie z Programu Operacyjnego Infrastruktura i Środowisko, Priorytet XI Kultura i Dziedzictwo Kulturowe, działanie 11.2 Rozwój oraz poprawa stanu infrastruktury kultury o znaczeniu ponad regionalnym.
W ramach realizacji II etapu budowy zlecono między innymi wykonanie przewidzianych w projekcie prof. Marka Budzyńskiego elementów dekoracyjnych, tj.:
- dziesięciu rzeźb w sali głównej (autor Dominik Wdowski),
- rzeźby na dachu Opery (autorka Teresa Murak),
- obrazu na kurtynie ogniowej(inne języki) (autor Rafał Olbiński),
- odlewów szklanych (autor Tomasz Urbanowicz[1]),
- organów (współautor projektu prof. Andrzej Chorosiński, wykonawca Zakłady Organowe Zych z Wołomina).

Ponadto, w gmachu Opery zamontowano nowoczesny system multimedialny umożliwiający między innymi projekcję wielkoformatową oraz bezpośrednią transmisję w Internecie wydarzeń artystycznych organizowanych w Operze. Obiekt został wyposażony również w system audiodeskrypcji pozwalający osobom niedowidzącym korzystanie z oferty programowej Opery i Filharmonii Podlaskiej.
Ponadto Opera dysponuje systemem tłumaczeń symultanicznych oraz własnym studiem telewizyjnym.
Dokonano również zakupu dodatkowych instrumentów muzycznych, w tym dwóch wysokiej klasy fortepianów oraz wyposażenia orkiestronu.

### Wielka Inauguracja
28 września 2012 roku miała miejsce Wielka Inauguracja nowego gmachu Opery i Filharmonii Podlaskiej – Europejskiego Centrum Sztuki w Białymstoku. Instytucja rozpoczęła swój 58. sezon artystyczny musicalem „Korczak” Chrisa Williamsa oraz operą „Straszny Dwór” Stanisława Moniuszki.

## Oferta kulturalna
W bogatym repertuarze OiFP obok spektakli operowych i musicalowych, znajdują się też koncerty symfoniczne i rozrywkowe, interaktywna bajka muzyczna oraz festiwale muzyczne i filmowe. Do tej pory OiFP zrealizowała następujące spektakle:

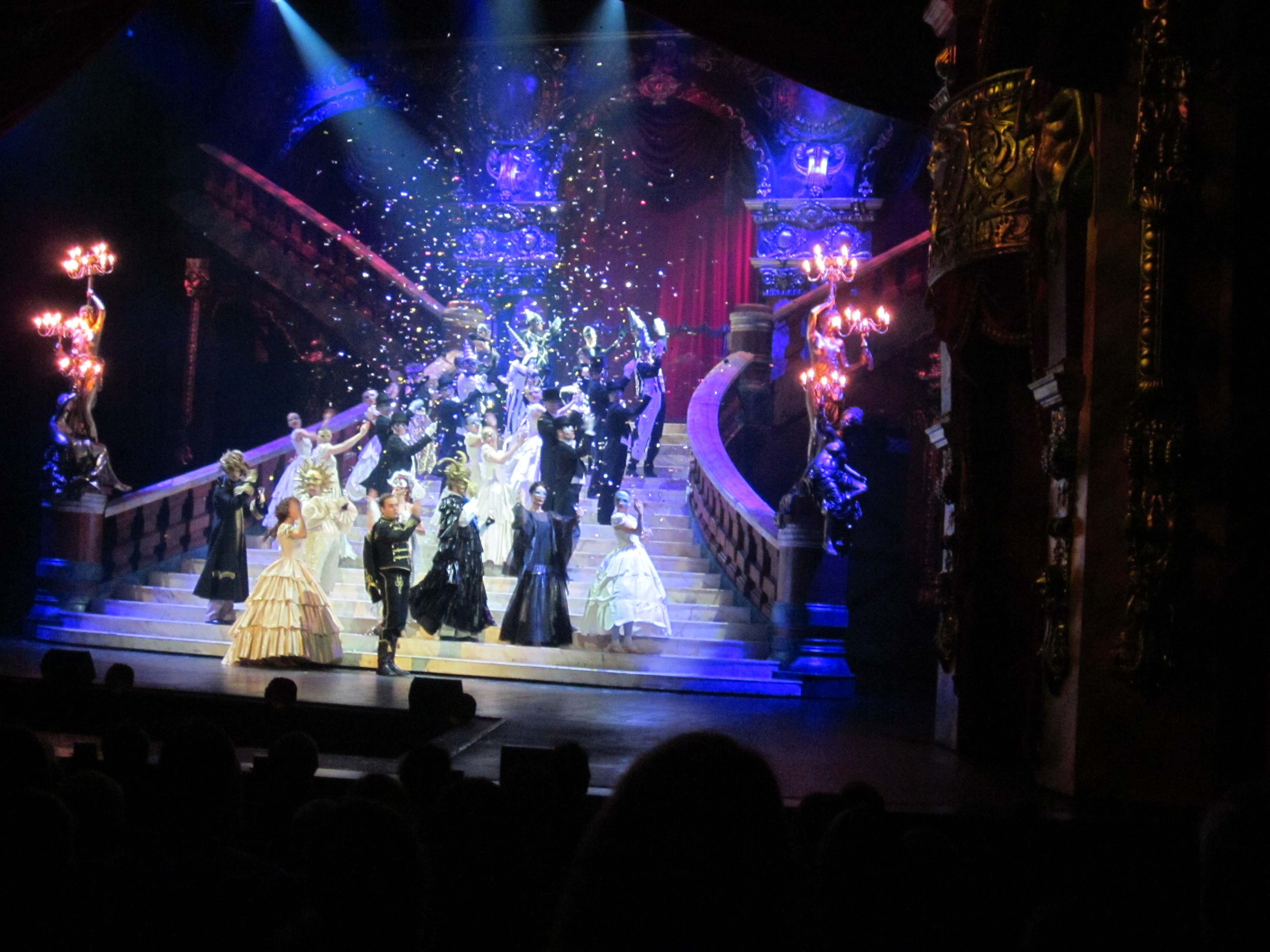
Upiór w operze w Operze i Filharmonii Podlaskiej

- „Straszny dwór” – opera (Stanisław Moniuszko, reż. Roberto Skolmowski)
- „Korczak” – musical (Chris Williams, reż. Roberto Skolmowski)
- „Jaś i Małgosia” – bajka muzyczna (Jan Brzechwa, Stefan Kisielewski, reż. Roberto Skolmowski)
- „Upiór w operze” – musical (Andrew Lloyd Webber, reż. Wojciech Kępczyński) – Produkcja oryginalna Teatr Muzyczny Roma
- „Traviata” – opera (Giuseppe Verdi, reż. Roberto Skolmowski)
- „Brzydki kaczorek” – spektakl muzyczny (Mariusz Urbanek, reż. Jakub Szydłowski)
- „Skrzypek na dachu” – musical (Jerry Bock, reż. Roberto Skolmowski) – według opowiadań Szolema Alejchema za specjalnym zezwoleniem Arnolda Perla
- „Czarodziejski flet” – opera (Wolfgang Amadeus Mozart, reż. Jarosław Marszewski)
- „Adonis ma gościa” – bajka muzyczna (Fred Apke, reż. Jakub Szydłowski)
- „Carmen” – opera (Georges Bizet, reż. Beata Redo-Dobber)
- „Pinokio” – bajka muzyczna (Zbigniew Głowacki, reż. Jacek Mall) – według opowieści Carla Collodiego; koprodukcja z Białostockim Teatrem Lalek
- „Kot w butach” – bajka muzyczna (Hanna Januszewska, reż. Bernarda Anna Bielenia) – na podstawie ludowej baśni Charles’a Perraulta
- „Zemsta nietoperza” – operetka (Johann Strauss, reż. Andrzej Bubień)
- „Cyganeria”– opera (Giacomo Puccini, reż. Maria Sartova)
- „Doktor Żywago” – musical (Lucy Simon, reż. Jakub Szydłowski)
- „Wesoła wdówka” – operetka (Franz Lehár, reż. Michał Znaniecki)[2]
- „West Side Story” – musical (Leonard Bernstein, reż. Jakub Szydłowski)[3]
- DYPTYK WIELKANOCNY: VIA CRUCIS/CAVALLERIA RUSTICANA  –  Paweł Łukaszewski – Via Crucis  / Pietro Mascagni – Cavalleria rusticana, reż. Michał Znaniecki
- "Pajace" / "Rycerskość wieśniacza" (R. Leoncavallo, PAGLIACCI / P. Mascagni, CAVALLERIA RUSTICANA, reż. Michał Znaniecki)
- "Księgi zaczarowanego fletu" (reż. Michał Znaniecki)
- "Vesper" - musical (Gary Guthman, reż. Michał Znaniecki)

W OiFP swoją siedzibę mają: Orkiestra Opery i Filharmonii Podlaskiej, Chór Opery i Filharmonii Podlaskiej, Chór Dziecięcy Opery i Filharmonii Podlaskiej oraz zespoły kameralne: Big Band Opery i Filharmonii Podlaskiej, Kwartet im. Aleksandra Tansmana, Zespół Muzyki Dawnej „Consort 415”.
Na przestrzeni lat z Orkiestrą OiFP współpracowali światowej sławy dyrygenci, soliści, wybitni kompozytorzy, którzy docenili wysoki poziom artystyczny Zespołu. Dowodem tego są koncerty
z udziałem m.in.:
- Stanisława Skrowaczewskiego,
- Jerzego Maksymiuka,
- Gabriela Chmury,
- Juozasa Domarkasa,
- Krzysztofa Pendereckiego,
- Aleksandry Kurzak,
- Shlomo Mintza,
- Kevina Kennera,
- Kevina Bowyera,
- Jadwigi Rappé,
- Olgi Pasiecznik.

W ramach sceny impresaryjnej, OiFP gościła m.in. Anitę Lipnicką i Johna Portera, Grzegorza Turnau, Kubę Badacha, zespół Perfect, Macieja Maleńczuka, Marię Peszek, zespół Czesław Śpiewa, Czerwone Gitary, zespół Klezmafour, zespół AudioFeels, Grażynę Łobaszewską, Leszka Możdżera, Urszulę Dudziak czy zespół Bajm.
Od 1994 roku organizowany jest Ogólnopolski Konkurs Młodych Dyrygentów im. Witolda Lutosławskiego przez Filharmonię Białostocką, a następnie przez Operę i Filharmonię Podlaską dla dyrygentów, którzy nie ukończyli 35. roku życia.
Od 2012 do 2020 roku Opera i Filharmonia Podlaska organizowała Halfway Festival, w ramach którego wystąpili artyści związani z muzyką folkową, alternatywną i songwriterską. Na festiwalu wystąpili m.in. SoKo, Emilíana Torrini, Wilco, Local Natives, Domowe Melodie i Kapela ze Wsi Warszawa.
Ponadto, Opera aktywnie prowadzi działalność edukacyjną i wystawienniczą. Dzieci i młodzież biorą udział w koncertach oraz próbach generalnych. Przygotowywane są także szkolne wersje przedstawień oraz warsztaty edukacyjne.

## Nowy gmach opery
28 września 2012 roku odbyła się inauguracja 58. sezonu artystycznego połączona z otwarciem nowego gmachu OiFP – ECS.
Budynek został zaprojektowany przez pracownię prof. Marka Budzyńskiego, znaną m.in. z projektów Sądu Najwyższego i Biblioteki Uniwersyteckiej w Warszawie. Architektura gmachu nawiązuje do otoczenia i utrzymana jest w minimalistycznym stylu. Dominują surowy beton i szkło, które zostały ocieplone drewnianymi akcentami. We Foyer dekoracyjnymi elementami są tafle i klosze wykonane z grubego szkła, pokryte motywami nut i pięciolinii oraz ręcznych poprawek na partyturze (twórcą szklanych odlewów jest Tomasz Urbanowicz).

### Duża Scena
Audytorium Dużej Sceny liczy 771 miejsc siedzących, jednak ta liczba, w zależności od potrzeb, może być zwiększona do ponad 1000 miejsc. Sala kryje pierwszą co do wielkości scenę w Polsce oraz drugie co do wielkości organy. Wystrój sali jest połączeniem klasycznego operowego wnętrza z nowoczesnymi formami.
Duża Scena charakteryzuje się bardzo wysokim, bo aż szesnastometrowym otworem portalowym (kubatura sali to aż 18 000 metrów sześciennych). W ramach mechaniki dolnej zainstalowane zostały cztery dwupoziomowe zapadnie sceniczne oraz zapadnia orkiestronu. Dodatkowo na dolnym poziomie zapadni scenicznych poruszają się dwie ruchome zapadnie osobowe. Każda z zapadni scenicznych posiada w górnej części wyjmowane klapy, pozwalające na wybranie pięciu różnych pozycji zapadni osobowych.
Scena posiada kieszenie tylną oraz boczną, umieszczoną po prawej stronie. W kieszeni tylnej zainstalowane są kaseta sceniczna ze sceną obrotową oraz sześć sztankietów ułatwiających ustawianie dużych dekoracji. W kieszeni bocznej znajdują się cztery wózki sceniczne o wymiarach 3 metry na 14 metrów.
Nad widownią znajduje się 10 ruchomych mostów, pod którymi zawieszone są szklane ekrany akustyczne. Wykorzystując ruchome mosty i zmienny kąt zawieszenia ekranów możliwe jest dowolne kształtowanie akustyki widowni. Dwa z mostów pełnią także rolę mostów oświetleniowych. Wokół widowni zainstalowane są kurtyny akustyczne, którymi można dodatkowo wpływać na rozchodzenie się dźwięku. Na potrzeby koncertów Opera posiada także składaną muszlę koncertową.

### Scena kameralna
Scena kameralna ma kubaturę 2100 metrów sześciennych i mieści około 150 osób w zależności od potrzeb spektaklu. W sali istnieje możliwość różnorakiego kształtowania sceny i widowni dzięki zastosowaniu składanych trybun składających się z czterech niezależnych zespołów przejezdnych, a także dzięki 54 regulowanym mechanicznie podestom o zmiennej wysokości umieszczonym we wnęce podłogowej i 40 dodatkowym, przenośnym podestom.

### Ogrody i taras widokowy
Gmach Opery i Filharmonii Podlaskiej otoczony jest ogrodami, które są częścią projektu pracowni prof. Marka Budzyńskiego. Wykorzystana roślinność, jest charakterystyczna dla Podlasia, ma przypominać naturalną łąkę. Pomysł na takie zagospodarowanie przestrzeni związany jest z wizją Opery jako miejsca idealnie współgrającego z otoczeniem. Zieleń przeplata się z oczkami wodnymi i alejkami spacerowymi. Ponadto, na dachu Opery stworzony został taras widokowy, z którego można podziwiać panoramę Białegostoku. W centralnej części tarasu umieszczono żeliwną rzeźbę autorstwa Teresy Murak. Dzieło ma dwa metry wysokości, waży dwie i pół tony i nazwane zostało „Głową kompozytora”.

## Artyści

### Orkiestra Opery i Filharmonii Podlaskiej
W swoim repertuarze Orkiestra OiFP posiada największe dzieła światowej literatury symfonicznej, a także muzykę współczesną.
Zespół występuje gościnnie w kraju i za granicą (m.in. Austria, Belgia, Białoruś, Chiny, Estonia, Finlandia, Norwegia, Francja, Litwa, Łotwa, Niemcy, Rosja, Szwecja, Ukraina, Wielka Brytania, Włochy). W 1995 roku Orkiestra OiFP pod batutą Mirosława Jacka Błaszczyka koncertowała w nowojorskiej Carnegie Hall.
Za dokonania fonograficzne Orkiestra OiFP wyróżniona została licznymi nagrodami. Do ostatnich takich realizacji należy album „Paderewski – Piano Concerto, Polish Fantasy” w kategorii „Album Roku Muzyka Symfoniczna i Koncertująca” z udziałem Kevina Kennera, uhonorowany Nagrodą Akademii Fonograficznej Fryderyk 2012.
Od sezonu artystycznego 2012/2013 siedzibą Orkiestry jest nowy gmach Opery i Filharmonii Podlaskiej – Europejskiego Centrum Sztuki w Białymstoku. W związku ze zmianą profilu instytucji, repertuar zespołu ulega znacznemu zróżnicowaniu i zostaje wzbogacony m.in. o dzieła operowe i musicalowe.

### Chór Opery i Filharmonii Podlaskiej
Powstał w marcu 2006 roku. Trzon składu Chóru OiFP stanowią artyści śpiewający przez wiele lat w Białostockim Chórze Kameralnym „Cantica Cantamus”, prowadzonym przez obecnego dyrygenta i kierownika artystycznego chóru – profesor Violettę Bielecką.
Repertuar Chóru OiFP jest niezwykle bogaty – obejmuje programy oratoryjne, operowe, największe dzieła muzyki sakralnej oraz utwory kompozytorów współczesnych, wykonywane we współpracy z wybitnymi polskimi i zagranicznymi orkiestrami.
Zespół wielokrotnie brał udział w prawykonaniach utworów polskich kompozytorów współczesnych, m.in. Krzysztofa Pendereckiego, Stanisława Moryto, Macieja Małeckiego, Mariana Borkowskiego, Pawła Łukaszewskiego, Józefa Świdra, Romualda Twardowskiego.
Zespół ma zaszczyt regularnie współpracować z Krzysztofem Pendereckim (m.in. w 2008 roku Chór OiFP wykonał VIII Symfonię „Pieśni przemijania” podczas koncertu inaugurującego Rok Jubileuszu 75-lecia urodzin kompozytora w Sali Koncertowej OiFP oraz „Siedem Bram Jerozolimy” w Teatrze Wielkim – Operze Narodowej pod batutą samego Maestro; zespół brał również udział w prestiżowych nagraniach płytowych i prezentacjach wersji koncertowych oper: „Euryanthe” C.M. von Webera, „Maria Padilla” G. Donizettiego).
Chór OiFP prowadzi ożywioną działalność koncertową w kraju i za granicą (odwiedził takie państwa jak: Belgia, Białoruś, Francja, Litwa, Mołdawia, Niemcy, Rumunia, Ukraina, Włochy). Regularnie uczestniczy w ważnych wydarzeniach muzycznych w Polsce, jest zapraszany na renomowane festiwale, m.in. Wielkanocny Festiwal Ludwiga van Beethovena, Międzynarodowy Festiwal „Wratislavia Cantans”, Międzynarodowy Festiwal Muzyki Współczesnej „Warszawska Jesień”, Międzynarodowy Festiwal Muzyki Sakralnej „Gaude Mater”, Festiwal Kultury Żydowskiej „Warszawa Singera”, Międzynarodowy Festiwal Muzyczny „Chopin i jego Europa”.
Występy Chóru OiFP spotykają się z entuzjastycznym przyjęciem publiczności, uznaniem dyrygentów i recenzentów. Owacjami zakończył się występ zespołu pod batutą maestro Valerego Giergieva z towarzyszeniem Orkiestry Symfonicznej Teatru Maryjskiego podczas 16. Wielkanocnego Festiwalu Ludwiga van Beethovena w Filharmonii Narodowej (Chór wykonał z powodzeniem kantatę „Aleksander Newski” S. Prokofiewa).
Chór OiFP dokonał wielu nagrań płytowych i radiowych. W 2009 roku zespół został laureatem Nagrody Polskiego Przemysłu Fonograficznego Fryderyk za album „Pieśni Kurpiowskie: Górecki, Moryto, Szymanowski” w kategorii „Fonograficzny Debiut Roku”.

### Chór Dziecięcy Opery i Filharmonii Podlaskiej
Ten najmłodszy wiekiem chór Opery i Filharmonii Podlaskiej powstał we wrześniu 2011 roku z inicjatywy dyrektora Roberto Skolmowskiego. Na ogłoszony wówczas casting zgłosiło się kilkaset dzieci z całego województwa podlaskiego. Ostatecznie, po przesłuchaniach, wybrano 110-osobową grupę, która niemal od razu zaczęła intensywne szkolenie i próby.
Dzieci i młodzież mają od 6 do 18 lat. Opiekuje się nimi dr Ewa Barbara Rafałko, która z wielkim entuzjazmem i pasją podchodzi do pracy z chórzystami. Młodzi artyści mają już za sobą pierwsze występy i sukcesy, a wśród nich udział w musicalu „Korczak” Ch. Williamsa w reżyserii Roberto Skolmowskiego: w maju 2012 roku chórzyści zaprezentowali wersję koncertową musicalu z okazji Jubileuszu 50-lecia Muzeum Rolnictwa im. ks. K. Kluka w Ciechanowcu; 1 września 2012 roku, owacją na stojąco zakończył się ich występ na terenie byłego obozu koncentracyjnego w Sachsenhausen. W musicalu, prócz Chóru Dziecięcego, udział biorą Chór i Orkiestra OiFP pod batutą Tadeusza Płatka.

### Zespoły kameralne
W OiFP swoją siedzibę mają:
- Kwartet im. Aleksandra Tansmana
- Zespół Muzyki Dawnej CONSORT 415

- Big Band Opery i Filharmonii Podlaskiej
- Trio Fortepianowe Lontano
- Kwintet dęty La Vanagloria
- Ars Iuvenum

## Dyrektorzy
W ponad 58-letniej historii instytucji, kierowali nią dyrektorzy:
- Kazimierz Złocki (1954–1955)
- Leon Hanek (1955–1958)
- Jan Kulaszewicz (1958–1971)
- Tadeusz Chachaj (1971–1989)
- Mirosław Jacek Błaszczyk (1990–1996)
- Marcin Nałęcz-Niesiołowski (1997–2011)
- Roberto Skolmowski (1 sierpnia 2011 – 13 sierpnia 2014[4])
- Damian Tanajewski (od 13 sierpnia 2014 pełniący obowiązki dyrektora[4][5], 21 kwietnia 2015 powołany na stanowisko dyrektora OiFP-ECS)
- Ewa Iżykowska-Lipińska (1 września 2019[6]–30 listopada 2020[7])
- Violetta Bielecka (1 grudnia 2020 – 3 listopada 2021 p.o. dyrektora, od 3 listopada 2021 dyrektor)[8]